# Ноттінгем Форест
«Ноттінгем Форест» (англ. Nottingham Forest) — професійний англійський футбольний клуб з міста Ноттінгем. Один з найстаріших клубів — заснований у 1865 році. Зараз грає у Прем'єр-Лізі. Клуб має знамениті досягнення, серед яких два Кубки європейських чемпіонів, один Суперкубок, національний титул, два Кубки Англії та чотири Кубки Футбольної Ліги.
Назва походить від місцевої бази відпочинку Форест Рекріейшн Граунд, а не від Шервудського лісу. Назву клубу часто скорочують до «Форест», оскільки саме це слово написано у них на футболках. Вболівальники команди ображаються, коли назву скорочують до неправильного «Ноттс Форест». Правильним скороченням є «Ноттм Форест» (англ. Nott'm Forest).

## Історія
Форест був заснований в 1865 році (групою гравців у хокей на траві).  Це було відповіддю на створення футбольного клубу, який розташовувався по-сусідству, «Ноттс Каунті» — одного з найстаріших футбольних клубів Англії та всього світового футболу. У 1888 році команда вступила у футбольний альянс і виграла змагання в 1892 році, що дозволило їй увійти в англійську футбольну лігу.
Благодійна діяльність «Ноттінгем Форест» допомогла стати на ноги командам «Арсенал» і «Брайтон енд Гоув Альбіон». У 1886 році «Форест» пожертвував футбольну екіпіровку команді «Арсенал», і з тих пір Арсенал носить червону форму (білі рукави набагато пізніше додав Герберт Чепмен).
Перший успіх прийшов до команди в 1898 році, коли вони виграли кубок Англії (перемігши команду «Дербі Каунті»). Однак більшу частину першої половини XX століття команда провела в другому дивізіоні (а в 1914 році навіть фінішувала останньою). У 1949 клуб вилетів в Третій дивізіон, проте через два роки повернувся, зайнявши в ньому перше місце завдяки 35 голам Уоллі Ардрона, який донині є рекордсменом команди по забитих голах.
Якщо запитати у справжнього вболівальника Ноттінгем Форест, з ким або чим пов'язаний золотий період команди, то в першу чергу такий вболівальник згадає  прихід на тренерський місток Брайана Клафа в 1975 році, в момент, коли клуб перебував у Другому Дивізіоні. Тренеру вдалося змінити команду-середняка в одного з лідерів англійського футболу, попри брак часу, який в нього був. Через два роки після приходу Клафа, Ноттінгем Форест в останньому турі гарантує собі вихід до Першого Дивізіону (аналог нинішньої Прем'єр-Ліги), зайнявши третє місце у чемпіонаті.
У сезоні 1978/79 «Форест» виграв Кубок європейських чемпіонів, перемігши шведський клуб «Мальме» з рахунком 1: 0 на Олімпійському стадіоні міста Мюнхена, а наступного сезону повторив успіх, перемігши футбольний клуб «Гамбург» з тим же рахунком 1:0 в Мадриді. Команда також виграла Суперкубок УЄФА і три Кубки Ліги. Ключові гравці того часу — воротар Пітер Шилтон, півзахисник Мартін О'Ніл, вінгер Джон Нельсон Робертсон і нападник Тревор Френсіс — перший футболіст в історії англійського футболу, проданий за 1.000.000 фунтів стерлінгів.
Наступний трофей команда завоювала в 1989 році, перемігши «Лутон Таун» у фіналі Кубка Ліги. У 1990 році команда завоювала Кубок Ліги, перемігши «Олдем Атлетік». У сезоні 1992 команда знову дійшла до фіналу Кубка Ліги, але програла клубу «Манчестер Юнайтед».
29 травня 2022 року «Ноттінгем Форест» здобув підвищення до Прем'єр-ліги після перемоги з рахунком 1:0 над «Гаддерсфілд Таун» у фіналі плей-оф чемпіонату на стадіоні «Вемблі». «Ноттінгем Форест» вийшов до Прем'єр-ліги вперше з 1999 року.

## Досягнення
Чемпіонат Англії:
- Чемпіон (1): 1977/78
- Віце-чемпіон (2): 1966/67, 1978/79

 Кубок Англії:
- Володар (2): 1887/98, 1958/59
- Фіналіст (1): 1990/91

 Кубок Ліги:
- Володар (4): 1977/78, 1978/79, 1988/89, 1989/90
- Фіналіст (2): 1979/80, 1991/92

 Суперкубок Англії:
- Володар (1): 1978
- Фіналіст (1): 1959

 Кубок європейських чемпіонів:
- Володар (2): 1978/79, 1979/80

 Суперкубок УЄФА:
- Володар (1): 1979
- Фіналіст (1): 1980

Кубок УЄФА:
- Півфіналіст (1): 1983/84
- Чвертьфіналіст (1): 1995/96

Міжконтинентальний кубок:
- Фіналіст (1): 1980

## Виступи в міжнародних кубках
| Сезон   | Змагання                     | Раунд        | Суперник           | Вдома | На виїзді | В сукупності |
| ------- | ---------------------------- | ------------ | ------------------ | ----- | --------- | ------------ |
| 1961–62 | Кубок ярмарків               | Перший раунд | Валенсія           | 1–5   | 0–2       | 1–7          |
| 1967–68 | Кубок ярмарків               | Перший раунд | Айнтрахт Франкфурт | 4–0   | 1–0       | 5–0          |
| 1967–68 | Кубок ярмарків               | Другий раунд | Цюрих              | 2–1   | 0–1       | 2–2 (г)      |
| 1978–79 | Кубок Європейських чемпіонів | Перший раунд | Ліверпуль          | 2–0   | 0–0       | 2–0          |
| 1978–79 | Кубок Європейських чемпіонів | Другий раунд | АЕК                | 5–1   | 2–1       | 7–2          |
| 1978–79 | Кубок Європейських чемпіонів | Чверть-фінал | Грассгоппер        | 4–1   | 1–1       | 5–2          |
| 1978–79 | Кубок Європейських чемпіонів | Пів-фінал    | Кельн              | 3–3   | 1–0       | 4–3          |
| 1978–79 | Кубок Європейських чемпіонів | Фінал        | Мальме             | 1–0   | 1–0       | 1–0          |
| 1979    | Суперкубок УЄФА              |              | Барселона          | 1–0   | 1–1       | 2–1          |
| 1979–80 | Кубок Європейських чемпіонів | Перший раунд | Естерс             | 2–0   | 1–1       | 3–1          |
| 1979–80 | Кубок Європейських чемпіонів | Другий раунд | Арджеш             | 2–0   | 2–1       | 4–1          |
| 1979–80 | Кубок Європейських чемпіонів | Чверть-фінал | Динамо Берлін      | 0–1   | 3–1       | 3–2          |
| 1979–80 | Кубок Європейських чемпіонів | Пів-фінал    | Аякс               | 2–0   | 0–1       | 2–1          |
| 1979–80 | Кубок Європейських чемпіонів | Фінал        | Гамбург            | 1–0   | 1–0       | 1–0          |
| 1980    | Суперкубок УЄФА              |              | Валенсія           | 2–1   | 0–1       | 2–2 (г)      |
| 1980    | Міжконтинентальний кубок     |              | Насьйональ         | 0–1   | 0–1       | 0–1          |
| 1980–81 | Кубок Європейських чемпіонів | Перший раунд | ЦСКА Софія         | 0–1   | 0–1       | 0–2          |
| 1983–84 | Кубок УЄФА                   | Перший раунд | Форвертс Франкфурт | 2–0   | 1–0       | 3–0          |
| 1983–84 | Кубок УЄФА                   | Другий раунд | ПСВ                | 1–0   | 2–1       | 3–1          |
| 1983–84 | Кубок УЄФА                   | Третій раунд | Селтік             | 0–0   | 2–1       | 2–1          |
| 1983–84 | Кубок УЄФА                   | Чверть-фінал | Штурм Грац         | 1–0   | 1–1       | 2–1          |
| 1983–84 | Кубок УЄФА                   | Пів-фінал    | Андерлехт          | 2–0   | 0–3       | 2–3          |
| 1984–85 | Кубок УЄФА                   | Перший раунд | Брюгге             | 0–0   | 0–1       | 0–1          |
| 1995–96 | Кубок УЄФА                   | Перший раунд | Мальме             | 1–0   | 1–2       | 2–2 (г)      |
| 1995–96 | Кубок УЄФА                   | Другий раунд | Осер               | 0–0   | 1–0       | 1–0          |
| 1995–96 | Кубок УЄФА                   | Третій раунд | Ліон               | 1–0   | 0–0       | 1–0          |
| 1995–96 | Кубок УЄФА                   | Чверть-фінал | Баварія            | 1–5   | 1–2       | 2–7          |

## Склад команди
Станом на 30 квітня 2025
| №  | Поз. | Нац.          | Гравець               |
| -- | ---- | ------------- | --------------------- |
| 4  | ЗХ   | Бразилія      | Морату                |
| 5  | ЗХ   | Бразилія      | Мурільо               |
| 6  | ПЗ   | Кот-д'Івуар   | Ібрагім Сангаре       |
| 7  | ЗХ   | Уельс         | Неко Вільямс          |
| 8  | ПЗ   | Англія        | Елліот Андерсон       |
| 9  | НП   | Нігерія       | Тайво Авонії          |
| 10 | ПЗ   | Англія        | Морган Гіббс-Вайт     |
| 11 | НП   | Нова Зеландія | Кріс Вуд              |
| 13 | ВР   | Уельс         | Вейн Геннессі         |
| 14 | НП   | Англія        | Каллум Гадсон-Одой    |
| 15 | ЗХ   | Англія        | Гаррі Тоффоло         |
| 16 | ПЗ   | Аргентина     | Ніколас Домінгес      |
| 17 | ЗХ   | Німеччина     | Ерік да Сілва Морейра |

| №  | Поз. | Нац.        | Гравець             |
| -- | ---- | ----------- | ------------------- |
| 19 | ЗХ   | Іспанія     | Алекс Морено        |
| 20 | НП   | Португалія  | Жота Сілва          |
| 21 | НП   | Швеція      | Ентоні Еланга       |
| 22 | ПЗ   | Англія      | Раян Єйтс (капітан) |
| 24 | ПЗ   | Парагвай    | Рамон Соса          |
| 26 | ВР   | Бельгія     | Матц Селс           |
| 28 | ПЗ   | Бразилія    | Даніло              |
| 30 | ЗХ   | Кот-д'Івуар | Віллі Болі          |
| 31 | ЗХ   | Сербія      | Никола Миленкович   |
| 33 | ВР   | Бразилія    | Карлос Мігель       |
| 34 | ЗХ   | Нігерія     | Ола Айна            |
| 44 | ЗХ   | Англія      | Зак Ебботт          |